# Vestre Ringvej (Bjerringbro)
 For alternative betydninger, se Vestre Ringvej. (Se også artikler, som begynder med Vestre Ringvej)
Vestre Ringvej  er en to sporet ringvej der går igennem Bjerringbro, Vejen er en del af sekundærrute 525 der går fra Randers til Rødkærsbro. Den er med til at lede trafikken uden om Bjerringbro Centrum, så byen ikke bliver belastet af så meget gennemkørende trafik.
Vejen forbinder Vestergade i vest med Markedsgade i nord, og har forbindelse til Grundtvigsvej, Egeskovvej, Skovvejen.